# 529 Preziosa
Preziosa è un asteroide della fascia principale del diametro medio di circa 32,01 km. Scoperto nel 1904, presenta un'orbita caratterizzata da un semiasse maggiore pari a 3,0170254 UA e da un'eccentricità di 0,0953541, inclinata di 11,02331° rispetto all'eclittica.
Stanti i suoi parametri orbitali, è considerato un membro della famiglia Eos di asteroidi.
Preziosa è un personaggio della novella La Gitanilla, di Miguel de Cervantes, contenuta nell'opera Novelle esemplari.